# شرطی‌شدن اجتماعی
شرطی‌شدن اجتماعی (به انگلیسی: Social conditioning)، فرایند جامعه‌شناختی آموزش افراد در یک جامعه برای پاسخگویی به شیوه‌ای است که عموماً مورد تأیید جامعه به‌طور کلی و گروه‌های همسالان در جامعه است. این مفهوم قوی‌تر از جامعه‌پذیری است که فرایند به ارث بردن هنجارها، آداب و آیین‌ها و ایدئولوژی‌ها است. تظاهرات شرطی‌شدن اجتماعی گسترده‌است، اما عموماً به عنوان الگوهای اجتماعی و ساختارهای اجتماعی از جمله ملی‌گرایی، آموزش، اشتغال، سرگرمی، فرهنگ مردم، دین، معنویت و زندگی خانوادگی طبقه‌بندی می‌شوند. ساختار اجتماعی که فرد در آن خود را می‌یابد بر خود او تأثیر می‌گذارد و می‌تواند اعمال و پاسخ‌های اجتماعی را تعیین کند.